# بهنام طیبی
بهنام طیبی (زاده ۱۳۵۴ قائمشهر) کشتی‌گیر و مربی کشتی آزاد ایرانی است. وی یک مدال نقرهٔ بازی‌های آسیایی و یک مدال طلا و یک مدال برنز قهرمانی آسیا را در سبک‌وزن به دست آورده‌است. طیبی در دوران اوج کشتی خود رقابت نزدیکی با غلام‌رضا محمدی برای عضویت تیم ملی در دستهٔ ۵۴ کیلو داشت. او در المپیک ۲۰۰۰ سیدنی برای اولین بار عضو تیم ملی در رقابت‌های جهانی یا المپیک شد اما بر اثر افت بدن ناشی از کاهش بسیار زیاد وزن شکست خورد. طیبی در قهرمانی جهان ۲۰۰۶ هم عضو کادر فنی تیم ملی کشتی بود..